# Itália nos Jogos Olímpicos de Inverno de 1980
A Itália competiu nos Jogos Olímpicos de Inverno de 1980, realizados em Lake Placid, Estados Unidos.